# Mount Guyot (Kalifornien)
Mount Guyot ist ein 3749 m hoher Berg in der Sierra Nevada. 
Es handelt sich um einen alleinstehenden Berg, der sich nordöstlich der Gabelung Kern Canyon und Rock Creek und etwa 10 km südwestlich des Mount Whitney im Sequoia-Nationalpark befindet. 
Der Berg wurde am 3. September 1881 auf Vorschlag von Captain J. W. A. Wright nach dem Geologen und Geographen Arnold Henri Guyot benannt. Sein erster namentlich bekannter Besteiger war (im gleichen Jahr 1881) William Wallace.